# Belachalavadi, Gundlupet
Belachalavadi là một làng thuộc tehsil Gundlupet, huyện Chamarajanagar, bang Karnataka, Ấn Độ.